# Каменский (Чернятинский сельский округ)
Каменский — поселок в муниципальном образовании город Ефремов Тульской области.

## География
Находится в юго-восточной части Тульской области на расстоянии приблизительно 5 км на север по прямой от города Ефремов, административного центра округа.

## История
В 1926 году здесь было учтено 17 дворов, в конце 1930-х годов — 28.

## Население
Постоянное население составляло 119 человек (1926 год), 9 (русские 100 %) в 2002 году, 22 в 2010.